# Турву (Санта-Катарина)
Турву (порт. Turvo)  —  муниципалитет в Бразилии, входит в штат Санта-Катарина. Составная часть мезорегиона Юг штата Санта-Катарина. Входит в экономико-статистический  микрорегион Арарангуа. Население составляет 11 220 человек на 2006 год. Занимает площадь 233,941 км². Плотность населения — 48,0 чел./км².

## История
Город основан 20 марта 1949 года.

## Статистика
- Валовой внутренний продукт на 2003 составляет 192.264.369,00 реалов (данные: Бразильский институт географии и статистики).
- Валовой внутренний продукт на душу населения на 2003 составляет 17.372,76 реалов (данные: Бразильский институт географии и статистики).
- Индекс развития человеческого потенциала на 2000 составляет 0,821 (данные: Программа развития ООН).